# Eric Godoy
Eric Orlando Godoy Zepeda (* 26. März 1987 in Valparaíso) ist ein ehemaliger chilenischer Fußballspieler. Der Innenverteidiger absolvierte ein Länderspiel für die chilenische Fußballnationalmannschaft.

## Karriere

### Verein
Eric Godoy begann seine Profikarriere 2005 bei den Santiago Wanderers, nachdem er bereits 1997 in die Jugend des Klubs gewechselt war und in der Profimannschaft mittrainiert hatte. 2006 wurde er Stammspieler, stieg jedoch am Ende der Clausura 2007 mit dem Klub aus Valparaíso ab. Trotz vieler Abgänge blieb der Defensivakteur den Wanderers treu. 2009 gelang Godoy mit seinem Team der Wiederaufstieg in die Primera División, wo er noch vier Jahre spielte. 2013 wechselte Godoy zu San Marcos in die Primera B, mit dem die Zweitligameisterschaft und der damit verbundene Aufstieg gelang. Nach kurzen Stationen in Kanada bei Ottawa Fury und zurück in Chile bei Deportes La Serena schloss er sich 2015 Curicó Unido an. Im September 2015 wurde er vorübergehend von der Polizei festgenommen, nachdem er nach dem Spiel gegen Deportes Concepción einen Fan geschlagen haben soll. Mit Curicó gelang ihm die Zweitligameisterschaft 2016, so dass ihm der dritte Aufstieg gelang. Nach zwei weiteren Jahren wechselte Godoy zu Ligakonkurrent CD Cobresal. Nach der Saison verließ er Cobresal in Richtung CD Universidad de Concepción. Dort ließ er seine Karriere nach dem Abstieg des Klubs in der Primera B ausklingen.

### Nationalmannschaft
Godoy spielte mit der chilenischen U20-Nationalmannschaft bei der Südamerikameisterschaft und belegte den vierten Platz, der für die Qualifikation zur Junioren-Fußballweltmeisterschaft 2007 in Kanada genügte. Dort wurde er mit Chile Dritter und bestritt fünf der sieben WM-Spiele.
Godoy bestritt im Dezember 2011 sein einziges Länderspiel für die A-Nationalmannschaft beim 3:2-Erfolg im Freundschaftsspiel gegen Paraguay, als er in der 74. Spielminute für Leandro Delgado eingewechselt wurde.

## Sonstiges
Nach seinem Karriereende zog er mit seiner Frau, die Halb-Chilenin und Halb-Kanadierin ist, nach Montreal.